# ژان سوم دوکاس واتاتزس
ژان سوم یا یوآنس سوم با عنوان کامل ژان سوم دوکاس واتاتزس (به یونانی: Ιωάννης Γ΄ Δούκας Βατάτζης, Iōannēs III Doukas Vatatzēs)(به انگلیسی: John III Doukas Vatatzes) (زادهٔ پیرامون ۱۱۹۳ — درگذشتهٔ ۳ نوامبر ۱۲۵۴) امپراتور نیقیه از ۱۲۲۲ تا هنگام مرگش در ۱۲۵۴ بود. او در طول دوران حکومتش با به‌دست آوردن قلمروهای بیشتر، تشویق رشد اقتصادی و حمایت از احیای فرهنگی، راه را برای بازپس‌گیری قسطنطنیه از امپراتوران لاتین و تشکیل دوبارهٔ امپراتوری بیزانس هموارساخت.

## زندگی‌نامه

### سال‌های آغازین و رسیدن به قدرت
ژان اشراف‌زاده‌ای بیزانسی بود که با ایرنه، دختر تئودور یکم لاسکاریس، نخستین امپراتور نیقیه ازدواج کرد و پس از مرگ تئودور با عنوان ژان سوم بر تخت امپراتوری نشست. اما این تغییر قدرت با مخالفت آلکسیوس و ایزاک، برادران تئودور مواجه گردید و جنگی داخلی میان آن‌ها درگرفت. با این حال ژان توانست آن‌ها را در ۱۲۲۳ شکست دهد و پس از دستگیر کردن فرمان به کور کردن و زندانی کردنشان را داد. دو سال بعد، او توانست نیروهای لاتینی را که از رقبای او حمایت می‌کردند نیز شکست داده و آسیای صغیر را تحت تسلط خود درآورد.

### دوران حکومت و درگیری‌ها
در ۱۲۲۵ تئودور دوکاس، فرماندار اپیروس، تسالونیکا را تصرف نمود و خود را امپراتور بیزانس نامید. این موضوع سبب شد تا ژان در همان سال علیه او وارد جنگ شود اما نیروهای او هنگامی که در صدد گرفتن آدریانوپل بودند توسط قوای تئودور تار و مار شدند. به‌دنبال این شکست، ژان سوم با ژان آسن دوم، تزار بلغارستان متحد شد و با همراهی آنان توانست تئودور را در نبردی در ۱۲۳۰ شکست داده و پس از آن قسطنطنیه را در ۱۲۳۵ به محاصرهٔ خود درآورد.
ژان آسن دوم که در این مدت به خطر بالقوهٔ امپراتوری نیقیه برای خود پی‌برده بود ناگهان علیه متحد خود اعلان جنگ کرد. در ۱۲۳۷ پیمان صلحی بین دو طرف بسته شد اما ژان سوم پس از مرگ آسن در ۱۲۴۱ بخش‌هایی از بلغارستان را ضمیمهٔ خاک خود نمود و سپس به اپیروس حمله کرد. ژان تا ۱۲۴۲ موفق شد بیشتر خاک اپیروس را به اشغال خود درآورد و سرانجام آن را مجبور ساخت تا امپراتوری نیقیه را به‌عنوان اختیاردار خود به‌رسمیت بشناسد.
ژان سوم همچنین با هم‌پیمان شدن با رهبران غربی توانسته بود انزوای قسطنطنیهٔ لاتین را سبب شود. او همچنین در ۱۲۵۰ پذیرفت که در ازای دریافت کمک از فردریک دوم، امپراتور امپراتوری مقدس روم برای بازپس‌گیری قسطنطنیه، خراجگزار او شود و برای نمایش پایبندی خود به این عهد با کنستانس، دختر فردریک ازدواج نمود. اما علی‌رغم این توافقنامه هیچ چیزی عاید ژان نشد. او همچنین به مذاکره با پاپ‌ها پرداخت و تلاش کرد تا با وعدهٔ پایان دادن به جدایی دو کلیسای شرق و غرب در ازای پس‌گرفتن قسطنطنیه از لاتین‌ها حمایت آن‌ها را جلب نماید که در این زمینه نیز موفق‌نبود.

### سیاست‌های داخلی
اگرچه ژان سوم در برخی از تصمیم‌گیری‌ها و سیاست‌های خارجی با شکست مواجه شد اما سیاست‌های داخلیش در ادارهٔ امپراتوری سبب گردید تا نیقیه از نظر اقتصادی به کشوری خودکفا بدل گردد. او روش‌های کشاورزی و دامداری را بهبود بخشید و به ساخت بیمارستان و نوانخانه پرداخت. ژان سوم همچنین از توسعهٔ فرهنگی نیقیه حمایت کرد و کار در زمینه را تشویق‌نمود.

### مرگ و تقدیس
ژان سوم در ۳ نوامبر ۱۲۵۴ درگذشت و پسرش تئودور دوم که پیشتر به‌عنوان امپراتور مشترک با او تاجگذاری کرده بود قدرت را به‌طور مستقل در دست گرفت. ژان سوم فردی محبوب در بین مردم و شهره به نیک‌بودن بود و همین موضوع سبب شد تا نیم قرن پس از مرگش به‌عنوان قدیس از سوی کلیسای شرق تقدیس‌شود.